# 254

## Nașteri
- dată necunoscută: Numerian  (d. 284)

## Decese
- dată necunoscută: Origene  (n. 185)
- 5 martie: Papa Lucius I  (n. 200)
- dată necunoscută: Uranius Antoninus  (n. ?)